# O Ladrão Honesto
O Ladrão Honesto (em russo: Честный вор) é um conto de Fiódor Dostoiévski publicado em 1860. Escrito em 1848, na primavera, o conto apareceu nos anais da Pátria em abril de 1848, t. LVII, sob o título Histórias de uma velha estrada, que incluiu duas histórias. No âmbito da preparação da publicação das suas primeiras obras, em 1860, Dostoievski removeu uma das histórias.
Embora ninguém tenha dado tanta importância a este personagem,  nota-se que há muitos outros parecidos a estes e também super heróis que foram evoluindo na sua forma de agir, mas uma coisa é certa, todos eles vieram de um único personagem : O ladrão Honesto